# Европско првенство у атлетици у дворани 1970 — скок увис за мушкарце
Такмичење у скоку увис у мушкој конкуренцији на Европском првенству у атлетици у дворани 1970. одржано је у Градској дворани у Бечу 15. марта. Учествовало је 18 скакача увис из 16 земаља.

## Земље учеснице
Учествовало је 18 атлетичара из 16 земаља.
1. Аустрија (1)
2. Белгија  (1)
3. Западна Немачка (1)
4. Источна Немачка (1)
5. Мађарска (1)
6. Пољска (1)
7. Румунија (1)
8. Совјетски Савез (3)
9. Турска (1))
10. Уједињено Краљевство (1))
11. Финска (1))
12. Француска (1))
13. Чехословачка (1)
14. Швајцарска (1)
15. Шведска (1)
16. Шпанија (1)

## Рекорди
Извор:
| Светски рекорд                                              | Валериј Брумељ                           | Совјетски Савез                          | 2,25                                     | Лењинград, СССР                          | 26. јануар 1961.                         |                                          |                                          |
| Европски рекорд у дворани                                   | Валериј Брумељ                           | Совјетски Савез                          | 2,25                                     | Лењинград, СССР                          | 26. јануар 1961.                         |                                          |                                          |
| Рекорди европских првенстава у дворани                      | Ово је прво Европско првенство у дворани | Ово је прво Европско првенство у дворани | Ово је прво Европско првенство у дворани | Ово је прво Европско првенство у дворани | Ово је прво Европско првенство у дворани | Ово је прво Европско првенство у дворани | Ово је прво Европско првенство у дворани |
| Рекорди после завршеног Европског првенства у дворани 1970. |                                          |                                          |                                          |                                          |                                          |                                          |                                          |
| Рекорди европских првенстава                                | Валентин Гаврилов                        | Совјетски Савез                          | 2,20                                     | Беч, Аустрија                            | 15. март 1970.                           |                                          |                                          |

## Освајачи медаља
|                                        |                                  |                           |
| Валентин Гаврилов 2,20 Совјетски Савез | Герд Диркоп 2,17 Источна Немачка | Шербан Јоан 2,17 Румунија |

## Резултати

### Коначан пласман
| Пласман | Атлетичар          | Земља                | Резултат | Белешка  |
| ------- | ------------------ | -------------------- | -------- | -------- |
|         | Валентин Гаврилов  | Совјетски Савез      | 2,20     | РЕП, ЛР  |
|         | Герд Диркоп        | Источна Немачка      | 2,17     | ЛР       |
|         | Шербан Јоан        | Румунија             | 2,17     |          |
| 4.      | Сергеј Моспанов    | Совјетски Савез      | 2,14     | ЛР       |
| 5.      | Луис Марија Гарига | Шпанија              | 2,14     | ЛР       |
| 6.      | Валериј Скворцов   | Совјетски Савез      | 2,14     | ЛРС      |
| 7.      | Војћех Голебјовски | Пољска               | 2,11     | ЛР       |
| 8.      | Томас Захаријас    | Западна Немачка      | 2,11     | НРС      |
| 9.      | Збињек Кузела      | Чехословачка         | 2,11     | ЛР       |
| 10.     | Реијо Вахала       | Финска               | 2,11     | ЛР       |
| 11.     | Иштван Мајор       | Мађарска             | 2,08     | ЛРС      |
| 12.     | Jan Dahlgren       | Шведска              | 2,08     | НРС      |
| 13.     | Мишел Портман      | Швајцарска           | 2,05     | НРС      |
| 14.     | Freddy Herbrandt   | Белгија              | 2,00     | ЛР       |
| 14.     | Дејвид Вилсон      | Уједињено Краљевство | 2,00     | ЛР       |
| 16.     | Бернар Готје       | Француска            | 2,00     | ЛР       |
| 17.     | Нурулах Чандан     | Турска               | 1,95     | ЛРС, =ЛР |
| 18.     | Хорст Мандл        | Аустрија             | 1,95     | ЛР       |